# Atleet en vrouwenfiguur
Atleet en vrouwenfiguur zijn twee kunstwerken in Amsterdam-Zuid.
Beide hardstenen beelden staan opgesteld bij de hoofdingang (marathonpoort) van het Olympisch Stadion. Bij de opening van het stadion stonden ze op hun huidige plek, maar in de loop der jaren zijn ze verplaatst om in 2006 op hun oorspronkelijke plek terug te keren. Ze zijn geïntegreerd in de voorgevel, maar staan er eigenlijk los van. Beide beelden zijn ontworpen door Johan Coenraad Altorf. De atleet is een mannenfiguur gekleed in een sporttenue; de vrouwenfiguur draagt een lang gewaad en heeft in haar rechterhand een palmtak.

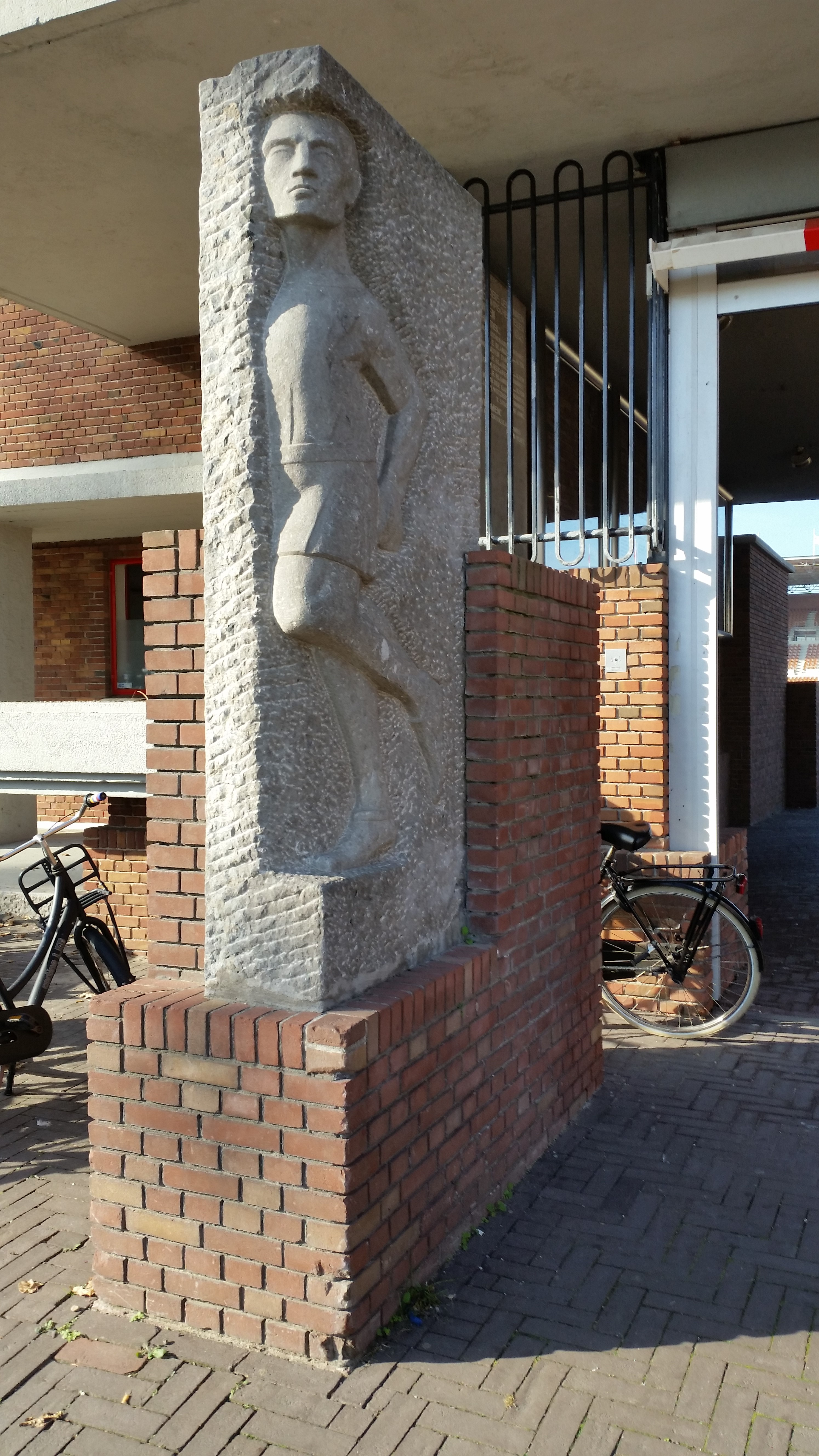
Atleet (oktober 2018)

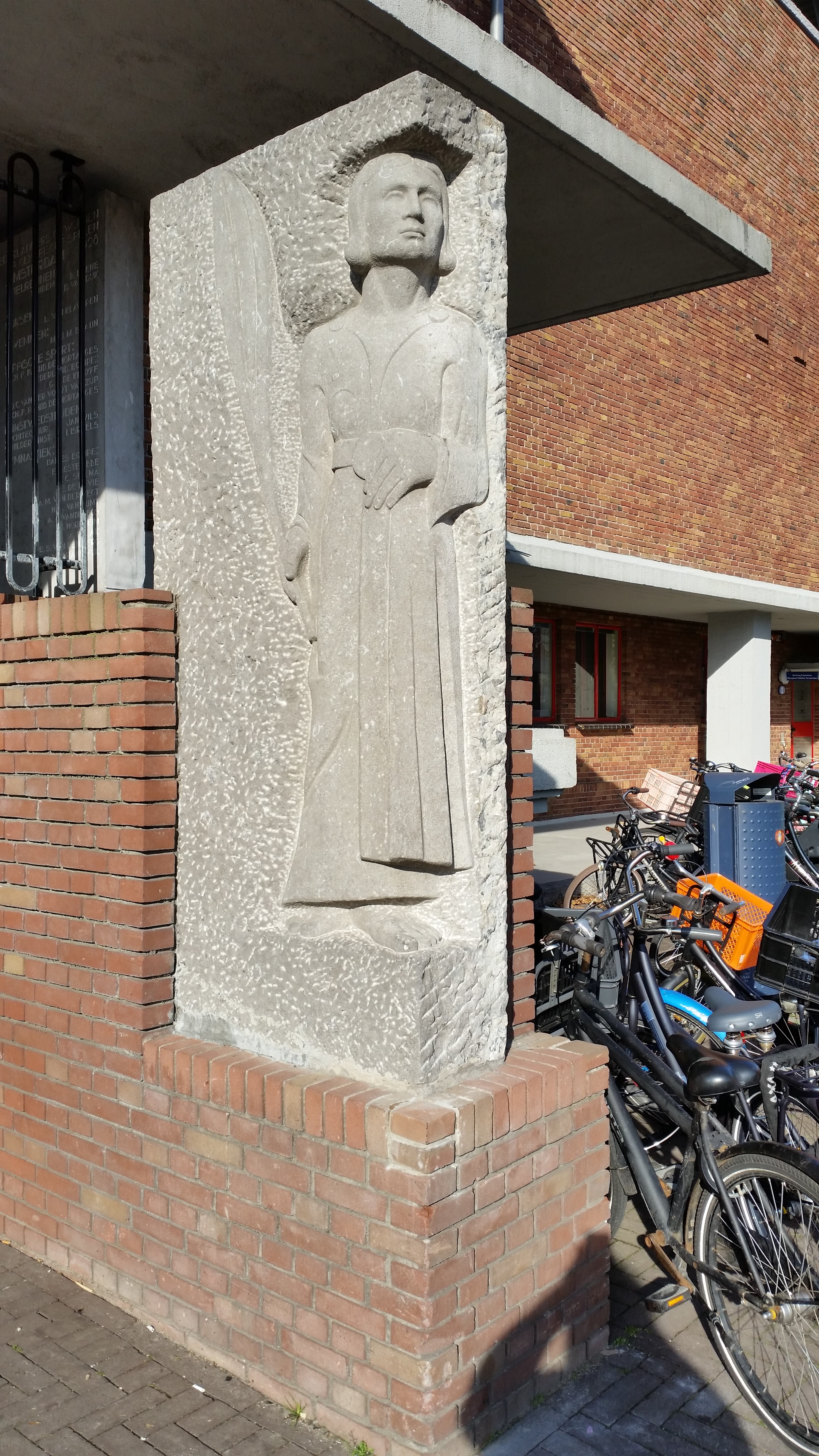
Vrouwenfiguur (oktober 2018)